# Ethobunus simplex
Ethobunus simplex is een hooiwagen uit de familie Zalmoxioidae.